# Cyphornis magnus
Cyphornis magnus — викопний вид морських птахів вимерлої родини костезубих (Pelagornithidae), що існував у ранньому міоцені (23 млн років тому).

## Скам'ялості
Вид описаний з проксимальної частини лівого тарсометатарсуса, рештки якого знайдено на острові Ванкувер в Канаді. Формація, де знайдено рештки, датуються раннім еоценом, проте згодом дослідники датували рештки Cyphornis раннім міоценом. Пізніше рештки Cyphornis знайдені в американських штатах Орегон та Вашингтон у геологічних відкладеннях, що датуються межею олігоцену та міоцену.